# هامیلتونی (نظریه کنترل)
همیلتونی در تئوری کنترل بهینه به وسیلهٔ پنتریاگین ابداع شد. این قانون جزئی از اصل کمینه است. این تئوری از قضیه مکانیک همیلتونی کلاسیک الهام گرفته اما در عین حل از آن متفاوت است.
پنتریاگین اثبات کرد که یک شرط اساسی برای حل مسئله کنترل بهینه این است که کنترل باید طوری انتخاب شود که همیلتونین را کمینه کند.

## تعریف همیلتنین
{\displaystyle H(x,\lambda ,u,t)=\lambda ^{T}(t)f(x,u,t)+L(x,u,t)\,}
که در آن {\displaystyle \lambda (t)} یک بردار از متغیرها با بعدی برابر با بعد متغیر {\displaystyle x(t)} است.

## نمادها و تعریف مسئله
متغیر کنترل {\displaystyle u(t)} باید طوری انتخاب شود که تابع زیر را کمینه کند:
{\displaystyle J(u)=\Psi (x(T))+\int _{0}^{T}L(x,u,t)dt}
متغیر حالت سیستم {\displaystyle x(t)} به صورت زیر تغییر می‌کند:
{\displaystyle {\dot {x}}=f(x,u,t)\qquad x(0)=x_{0}\quad t\in [0,T]}
متغیر کنترل باید شرایط زیر را داشته باشد:
{\displaystyle a\leq u(t)\leq b\quad t\in [0,T]}